# Kempston Micro Electronics

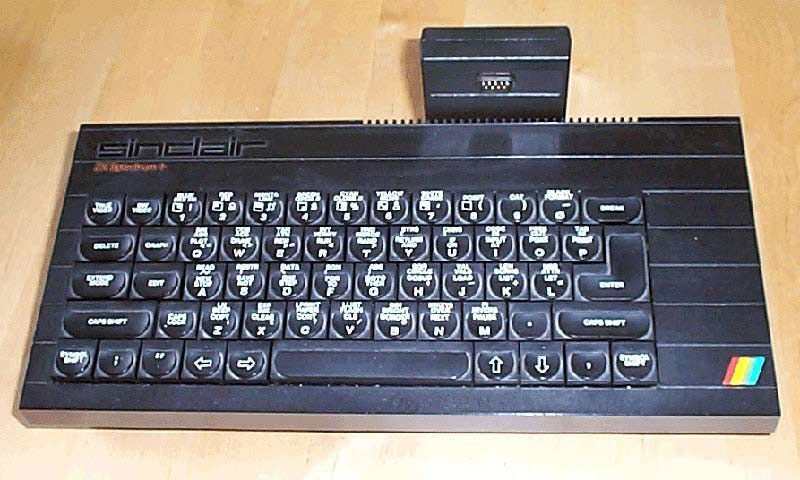
Un ZX Spectrum + con un interface Kempston.

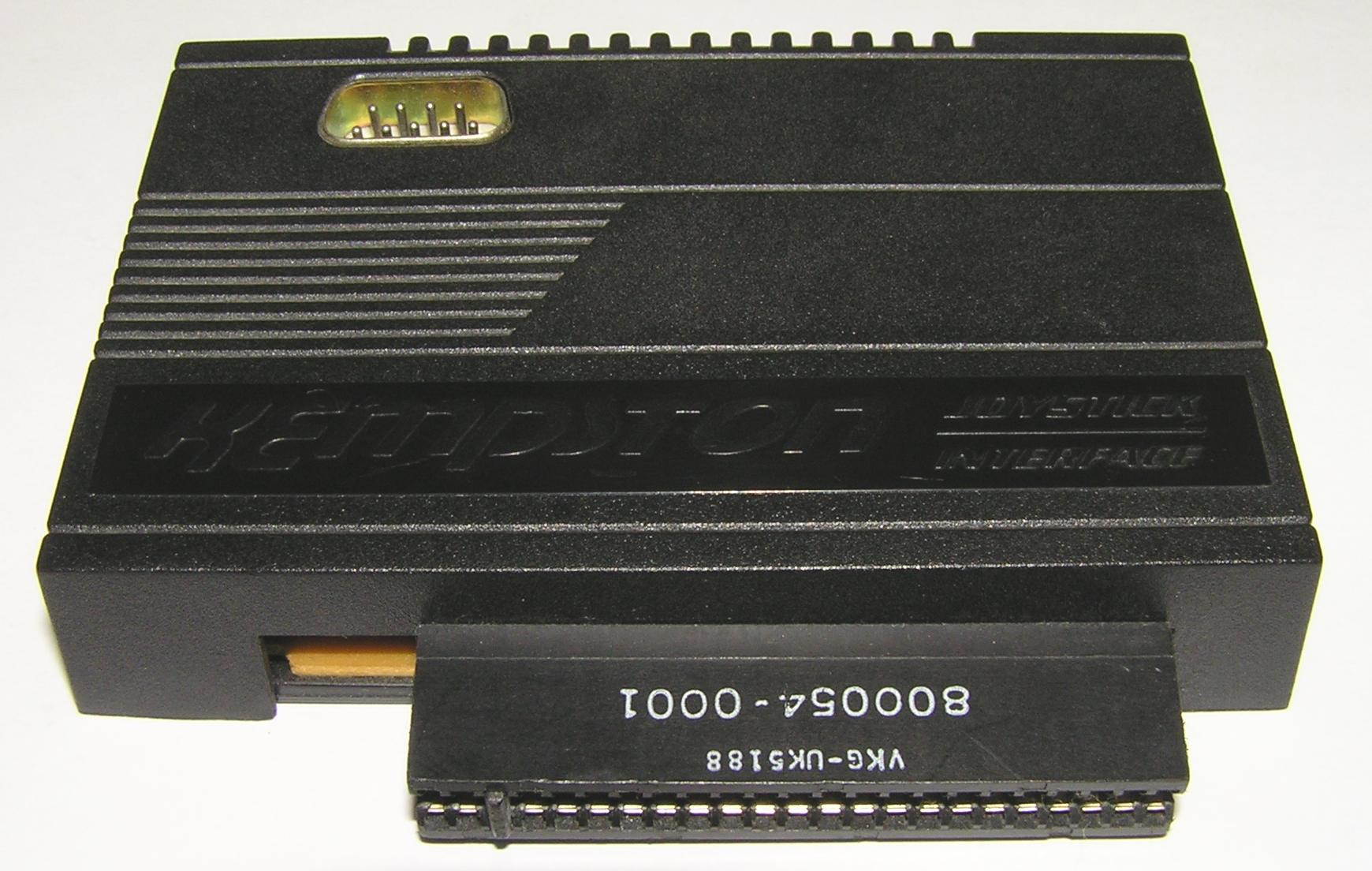
Interface de joystick Kempston.

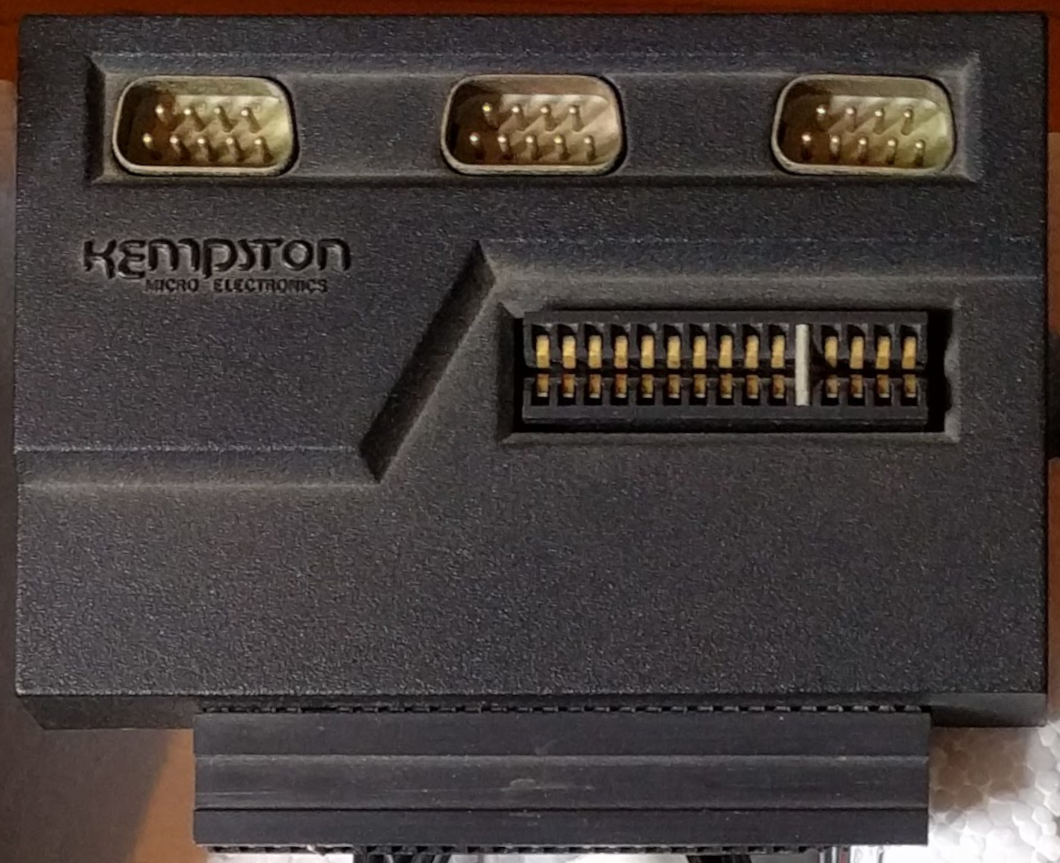
Sinclair ZX Spectrum Kempston Joystick Interface con 3 conectores y una ranura de cartucho compatible ZX Interface 2

Kempston Micro Electronics fue una empresa de electrónica de consumo especializada en joysticks y otros periféricos para ordenadores domésticos durante la década de 1980. La empresa tenía su sede en Kempston, Bedfordshire, Inglaterra.
La interfaz Kempston , un periférico que permitía conectar un joystick que usaba el estándar de facto de puerto de Joystick Atari al Sinclair ZX Spectrum, fue uno de los complementos más utilizados para la máquina.

## Interfaces
Kempston produjo una serie de interfaces de joystick para el Sinclair ZX Spectrum que permitían utilizar joysticks normales del estilo Atari y conectores DE-9, pero implementando su propio estándar de control, que presentaba el estado del joystick directamente en el bus del Z80, en el puerto 31 (leído desde Sinclair BASIC con IN 31). Eso significaba que la palanca de control no producía pulsación de teclas, como otros estándares como Cursor de Protek Computing y AGF Hardware o la ZX Interface 2; el método fue adoptado rápidamente por otros fabricantes de interfaces, volviéndose bastante popular.
A lo largo de su existencia, la compañía Kempston lanzó al mercado una amplia variedad de productos, incluyendo un interface para ratón y un interface de disco. Algunos de los periféricos comercializados serían:
- ZX81 Klik-Keyboard[4]
- 2-Slot Motherboard
- Joysticks Competition
- Joysticks Formula 1 y 2
- Joysticks Pro 1000, 3000 y 5000
- Joystick Junior Pro
- Joystick Scoreboard
- Joystick & Interface Lightning
- Kempston Centronics Interface E
- Kempston Centronics Interface S
- Kempston Disc Interface
- Kempston Joystick Interface
- Kempston PPI Port
- Kempston Pro Joystick Interface
- Kempston RS232 Interface
- Kempston Tri-State Joystick Interface
- Kempston Mouse
- Stackable Connector

## Kempston Disc Interface
El interface de disco presentado en 1985 por Kempston para el ZX Spectrum tenía unas medidas de 100 x 67mm, sin contar con puerto de expansión posterior, lo que impedía la conexión de más interfaces. Se podían conectar hasta cuatro disqueteras (de 40 u 80 pistas, simple o doble densidad) a través de un cable compatible Shugart IDC de 34 vías, pudiendo formatear cada disco a 800 kbytes, 795 de los cuales estaban disponibles para el usuario. El interface incluía un indicador de encendido y un botón de reset. Tanto el interface como el sistema operativo Kempston DOS (KDOS) eran una versión actualizada del Watford SP-DOS Disk Interface, habiendo sido todos ellos desarrollados por la firma Abbeydale Designers Ltd.

## Kempston Mouse
El interface de ratón de ordenador fue introducido por Kempston en 1986, siendo comercializado para Amstrad CPC, Amstrad PCW y Sinclair ZX Spectrum, compitiendo con el AMX Mouse y adquiriendo gran popularidad entre los clones del Spectrum.
Lee las posiciones del ratón en:
- Eje x en el puerto 64479
- Eje y en el puerto 65503
- Dos botones en el puerto 64223

## Joysticks

### Fórmula 1 y 2
El Formula 1, con dos botones de disparo, estaba basado en el Quickshot 1 y fue lanzado en junio de 1985 por £16,95. Simultáneamente, la empresa lanzó el Formula 2, con tres botones de disparo (dos en la base y uno en la palanca) por £11,95.

### Score Board
Este era un joystick con una gran base (del tamaño de un ZX Spectrum 48K), con dos botones de disparo. También lanzado en junio de 1985, por £28,95.

### Competition Pro

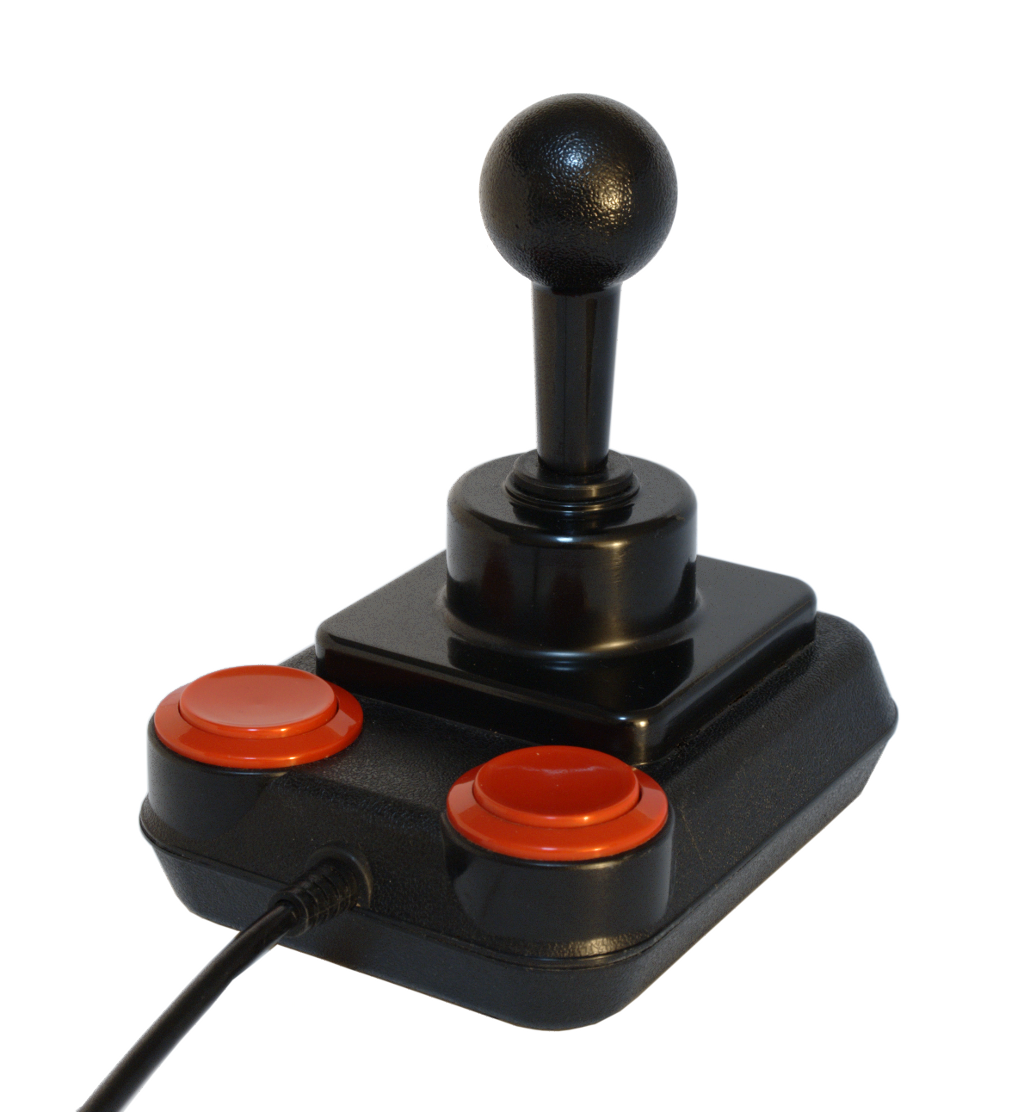
Joystick Competition Pro (primera versión).

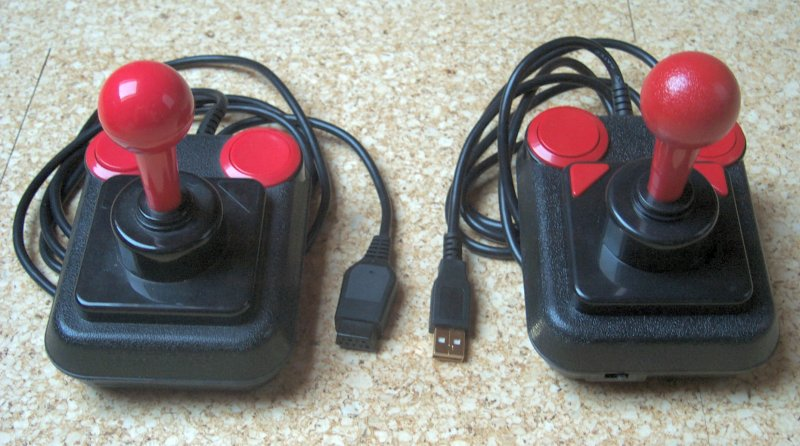
Joystick Pro original (izquierda) y USB (derecha).

Disponía de una base cuadrada, dos grandes botones rojos y una gran palanca. Usaba el conector DE-9 de la consola Atari 2600 y aunque había sido inicialmente concebido y desarrollado para el ZX Spectrum, también funcionaba con conectores compatibles en otros computadores, tales como el Amstrad CPC, el Commodore 64 (y el VIC-20), y posteriormente, con el Commodore Amiga y el Atari ST.
Internamente, el joystick usaba una serie de contactos de metal para señalizar los movimientos al computador. Modelos posteriores, tales como el Competition Pro 5000 usaban micro-llaves en vez de contactos.
El modelo generó una serie de imitaciones para computadores de 8 bits, las cuales copiaban su esquema (a su vez, derivado del joystick de Atari).

### Competition Pro Plus
Basado en el Competition Pro este proyecto sustituyó los contactos metálicos por micro-llaves en todas las direcciones posibles y los botones de disparo adoptaban forma cuadrada, con un color amarillo brillante.
Este joystick fue posteriormente producido por otra compañía como Zipstick y presentaba un botón de disparo automático en la parte trasera.